# Rubus loxensis
Rubus loxensis — вид квіткових рослин із родини трояндових (Rosaceae).

## Біоморфологічна характеристика
Кущ. Гілки безволосі, але квітконоси й ніжки листків волохаті. Листки від яйцеподібних до яйцювато-ланцетних. Рожеві пелюстки яйцеподібні, злегка волохаті. Плоди червоні.

## Ареал
Зростає на заході Південної Америки — Еквадор, Болівія, Перу.
Росте в Андах на висотах 2500–3500 метрів над рівнем моря.